# Casoar unicaronculé
Casuarius unappendiculatus
Espèce
Statut de conservation UICN

 LC  : Préoccupation mineure
Répartition géographique
Le Casoar unicaronculé (Casuarius unappendiculatus) est une espèce d'oiseau appartenant à l'ordre des Casuariiformes et à la famille des Casuariidae.
Il vit dans le nord de la Nouvelle-Guinée.